# 東南保健大學
37°17′55″N 126°59′13″E / 37.29861°N 126.98694°E
東南保健大學是一个韩国技术学院，主要是健康科学专业。其校园位于京畿道水原市。现任校长是李杨权（이영권 ）。大约有40名教师受聘。

## 学科
该学院通过5个学科培训：健康科学（包括影像诊断学和物理治疗），社会科学（包括幼儿教育和旅游翻译），护理学，工程科学，家政（包括食物科与营养部）组成。

## 历史
该学院于1973年开设，名东南初级保健学校（동남보건전문학교 ） 。它1979年成为技术学院。在2009年用了现名。

## 姊妹学校
学院与5个国家机构联系：日本，新西兰，中国，美国和德国。